# Джавагер-Дешт
Джавагер-Дешт (перс. جواهردشت) — село в Ірані, у дегестані Сіяхкалруд, у бахші Чабоксар, шагрестані Рудсар остану Ґілян. У переписі 2006 року вказане як окремий населений пункт, але без відомостей про чисельність населення.

## Клімат
Середня річна температура становить 9,06 °C, середня максимальна – 23,98 °C, а середня мінімальна – -7,82 °C. Середня річна кількість опадів – 431 мм.
| Клімат поселення                              | Клімат поселення | Клімат поселення | Клімат поселення | Клімат поселення | Клімат поселення | Клімат поселення | Клімат поселення | Клімат поселення | Клімат поселення | Клімат поселення | Клімат поселення | Клімат поселення | Клімат поселення |
| Показник                                      | Січ.             | Лют.             | Бер.             | Квіт.            | Трав.            | Черв.            | Лип.             | Серп.            | Вер.             | Жовт.            | Лист.            | Груд.            |                  |
| Середній максимум, °C                         | 2,93             | 3,87             | 6,52             | 13,45            | 18,70            | 22,12            | 23,98            | 23,82            | 20,49            | 16,12            | 10,76            | 5,25             |                  |
| Середня температура, °C                       | −2,44            | −1,48            | 1,14             | 8,09             | 13,33            | 16,76            | 19,47            | 19,30            | 15,98            | 11,60            | 6,24             | 0,74             |                  |
| Середній мінімум, °C                          | −7,82            | −6,86            | −4,22            | 2,72             | 7,98             | 11,40            | 14,95            | 14,78            | 11,45            | 7,07             | 1,73             | −3,78            |                  |
| Норма опадів, мм                              | 37               | 40               | 62               | 48               | 42               | 17               | 14               | 13               | 21               | 47               | 45               | 45               |                  |
| Середньомісячна швидкість вітру, м/с          | 2.03             | 2.51             | 2.68             | 2.76             | 2.30             | 1.89             | 1.94             | 1.94             | 1.78             | 1.92             | 2.26             | 2.10             |                  |
| Середньомісячна сонячна радіація, кДж/м²·день | 7914             | 10220            | 12568            | 16469            | 20224            | 22414            | 22552            | 20016            | 16832            | 12272            | 9378             | 7530             |                  |
| --------------------------------------------- | ---------------- | ---------------- | ---------------- | ---------------- | ---------------- | ---------------- | ---------------- | ---------------- | ---------------- | ---------------- | ---------------- | ---------------- | ---------------- |
| Джерело:                                      |                  |                  |                  |                  |                  |                  |                  |                  |                  |                  |                  |                  |                  |